# Melitón Hernández
Melitón Hernández (* 15. Oktober 1982 in Veracruz, Veracruz), auch bekannt unter dem Spitznamen El Wawis, ist ein mexikanischer Fußballspieler auf der Position des Torwarts.

## Leben
„El Wawis“ begann seine Laufbahn als Erwachsenenspieler im Alter von 17 Jahren beim Viertligisten Huracán de Tlapacoyan.
Anschließend wurde er vom CF Pachuca verpflichtet, für den er erstmals am 26. Oktober 2003 in einem Spiel der ersten Liga zum Einsatz kam, das mit einem 2:1-Auswärtssieg der Tuzos bei Santos Laguna endete. Am Ende derselben Halbsaison, der Apertura 2003, gehörte El Wawis erstmals zum Kader der Meistermannschaft der Tuzos und konnte diesen Triumph wenige Jahre später wiederholen, als er in der Clausura 2007 mit Pachuca einen weiteren Meistertitel gewann. Doch insgesamt bestritt er für die Tuzos nur sechs Erstligaeinsätze und konnte sich bei Pachuca nicht durchsetzen, so dass er häufiger an Mannschaften der zweiten Liga ausgeliehen wurde, bei denen er regelmäßig zum Einsatz kam. Unter anderem war er Stammtorhüter der zwischen Januar 2009 und Sommer 2011 in der zweiten Liga mitwirkenden  Albinegros de Orizaba, die zu jener Zeit vom zweifachen WM-Teilnehmer Cristóbal Ortega trainiert wurden.
Nach deren Rückzug aus der Liga spielte Hernández auf Leihbasis für den Club León, mit dem ihm am 12. Mai 2012 durch einen 5:0-Sieg gegen die UAT Correcaminos nach zehnjähriger Abstinenz der Esmeraldas die Rückkehr in die erste Liga gelang. 
Vor der Saison 2013/14 wurde er von den Tiburones Rojos Veracruz verpflichtet, in deren Reihen er sich nicht nur – erstmals in seiner Laufbahn – zum Stammtorhüter einer Erstligamannschaft entwickelte, sondern auch den Sprung in die mexikanische Nationalmannschaft schaffte, für die er in den Länderspielen gegen Paraguay (1:0) am 31. März 2015 und Guatemala (3:0) am 30. Mai 2015 zum Einsatz kam. Als dritter Torwart gehörte er außerdem zum mexikanischen Aufgebot bei der Copa América 2015, kam dort allerdings nicht zum Einsatz.

## Erfolge
- Mexikanischer Meister: Apertura 2003, Clausura 2007
- Mexikanischer Zweitligameister: Apertura 2011